# Barbara M. Veenman
Barbara M. Veenman (Rotterdam, 1962) is een Nederlandse, remonstrantse theologe en auteur van historische romans en verhalenbundels.

## Levensloop
Veenman verwierf bekendheid met haar debuutroman Vergeten Farao, over de monotheïstische farao Echnaton en diens zoon Toetanchamon. Na Vergeten Farao verschenen Hatsjepsoet (over de vrouwelijke farao Hatsjepsoet) en Het briesende Nijlpaard, die tezamen een kroniek vormen van Egyptes achttiende dynastie.
In 2013 verscheen het eerste boek uit de Hemelpoorttrilogie, een Young Adult-reeks over engelen. In het Algemeen Dagblad van 15 april 2014 werd Veenman omschreven als 'de Nederlandse J.K. Rowling'.
In 2001 zong Veenman tevens mee in de Nederlandse première van Philip Glass' opera over de farao Echnaton.
Wat opleiding aangaat, volgde Veenman eerst de pedagogische academie en werkte ze vervolgens in het onderwijs. Op haar 33e begon ze pas aan een universitaire studie theologie. Naast haar schrijfwerkzaamheden heeft ze een baan als godsdienstlerares in het voortgezet onderwijs. Ook verzorgt ze preekbeurten en lezingen.